# 앤디 깁
앤드류 로이 깁(영어: Andrew Roy Gibb, 1958년 3월 5일~1988년 3월 10일)은 영국의 가수, 작사가, 작곡가, 배우로, 록 음악 그룹 비 지스 형제들의 막내 동생이다.

## 생애

### 일생
영국 맨체스터의 잉글랜드계 가정에서 잉글랜드계와 스코틀랜드계와 맹크스(Manx)계의 혼혈로 출생하였으며 비지스(Bee Gees) 3형제인 배리 깁(Barry Gibb)과 로빈 깁(Robin Gibb)과 모리스 깁(Maurice Gibb)의 친아우이기도 한 그는 지난날 한때 영국 런던에서 잠시 유아기를 보낸 적이 있으며 어렸을 때 일가족을 따라 오스트레일리아 퀸즐랜드 브리즈번으로 건너갔으며 영국 시민권자 신분으로 오스트레일리아 영구거주권을 취득하였고 1975년 오스트레일리아에서 가수로 첫 데뷔하였으며 1978년 영국에서 뮤지컬 배우로 데뷔하였다.

### 사망
마약 중독 증세로 인하여 1988년 3월 10일 영국 잉글랜드 지역 옥스퍼드셔주 옥스퍼드에서 향년 30세를 일기로 갑작스레 세상을 떠났다.

## 유명세
가수로서의 입장을 거론하자면 그는 일반적으로 대한민국에서는 《I just want to be your everything》이라는 히트곡을 남긴 가수로 널리 잘 알려져 있다.